# Maisons Delpuech
Les maisons Delpuech sont des maisons situées en France sur la commune de Cros-de-Ronesque (Cantal), en région Auvergne-Rhône-Alpes.

## Historique
Maison vernaculaire du XIXe siècle.

### Protection
Les deux maisons Delpuech sont inscrites au titre des monuments historiques par arrêté du 11 juin 1990.

## Description
Un des rares exemples d'édifice de ce type parfaitement conservé, constituant un témoignage d’un mode d’habitation traditionnel révolu.